# Norris Canyon (California)
Norris Canyon es un lugar designado por el censo ubicado en el condado de Contra Costa en el estado estadounidense de California. En el año 2010 tenía una población de 957 habitantes.

## Geografía
Norris Canyon se encuentra ubicado en las coordenadas 37°44′45.72″N 121°59′19.62″O / 37.7460333, -121.9887833.